# Ловци на натприродно
Ловци на натприродно (енгл. Supernatural) америчка је фантастична и драмска телевизијска серија чији је аутор Ерик Крипке. Премијерно је приказана 13. септембра 2005. године. Прати два брата — Сема (Џаред Падалеки) и Дина Винчестера (Џенсен Аклс) — који путују по САД и лове натприродна бића.
Серија је снимана у Ванкуверу, Британској Колумбији и околним местима. Скоро десет година је била у развоју, јер је Крипке дуже време безуспешно покушавао да је склопи. Пилот је пратило око 5,69 милиона гледалаца, а гледаност прве четири епизоде навеле су The WB да купи целу сезону. Крипке је планирао да серија траје три сезоне, али је касније проширио на пет. Петом сезоном је завршена главна прича, а серија је настављена с додатних десет сезона, док је Крипке одступио с места шоуранера.
Остварила је високу гледаност и придобила велику базу обожавалаца широм света. Добила је позитивне критике критичара, а највише је похваљена хемија између главних глумаца. Поред бројних награда и номинација, освојила је девет Награда по избору публике и три Награде по избору тинејџера. Приказивана је више од 15 године и тиме постала најдуговечнија америчка фантастична серија.

## Радња
Серија прати браћу Сема и Дина Винчестера, који путују широм Америке истражујући и борећи се са паранормалним створењима и другим необјашњивим појавама, од којих су многе темељене на америчким урбаним легендама и народним причама, као и класичним натприродним створењима као што су вампири, вукодлаци и духови.

## Улоге
| Глумац           | Улога          |
| ---------------- | -------------- |
| Џаред Падалеки   | Сем Винчестер  |
| Џенсен Aклс      | Дин Винчестер  |
| Миша Колинс      | Кастиел        |
| Џим Бивер        | Боби Сингер    |
| Марк Шепард      | Кроули         |
| Озрик Чау        | Кевин Трен     |
| Џефри Дин Морган | Џон Винчестер  |
| Синди Семпсон    | Лиса Брејдин   |
| Џeнeвив Падалеки | Руби           |
| Марк Пелегрино   | Луцифер        |
| Саманта Ферис    | Елен Харвел    |
| Мич Пилеџи       | Самјуел Кембел |
| Курт Фулер       | Закараја       |

## Епизоде
| Сезона | Сезона | Епизоде | Оригинално емитовање | Оригинално емитовање | Оригинално емитовање | Емитовање у Србији | Емитовање у Србији | Емитовање у Србији |
| Сезона | Сезона | Епизоде | Премијера            | Финале               | Мрежа                | Премијера          | Финале             | Мрежа              |
| ------ | ------ | ------- | -------------------- | -------------------- | -------------------- | ------------------ | ------------------ | ------------------ |
|        | 1.     | 22      | 13. септембар 2005.  | 4. мај 2006.         |                      | 8. март 2022.      | 8. март 2022.      |                    |
|        | 2.     | 22      | 28. септембар 2006.  | 17. мај 2007.        |                      | 8. март 2022.      | 8. март 2022.      |                    |
|        | 3.     | 16      | 4. октобар 2007.     | 15. мај 2008.        | 8. март 2022.        | 8. март 2022.      |                    |                    |
|        | 4.     | 22      | 18. септембар 2008.  | 14. мај 2009.        | 8. март 2022.        | 8. март 2022.      |                    |                    |
|        | 5.     | 22      | 10. септембар 2009.  | 13. мај 2010.        | 8. март 2022.        | 8. март 2022.      |                    |                    |
|        | 6.     | 22      | 24. септембар 2010.  | 20. мај 2011.        | 8. март 2022.        | 8. март 2022.      |                    |                    |
|        | 7.     | 23      | 23. септембар 2011.  | 18. мај 2012.        | 8. март 2022.        | 8. март 2022.      |                    |                    |
|        | 8.     | 23      | 3. октобар 2012.     | 15. мај 2013.        | 8. март 2022.        | 8. март 2022.      |                    |                    |
|        | 9.     | 23      | 8. октобар 2013.     | 20. мај 2014.        | 8. март 2022.        | 8. март 2022.      |                    |                    |
|        | 10.    | 23      | 7. октобар 2014.     | 20. мај 2015.        | 8. март 2022.        | 8. март 2022.      |                    |                    |
|        | 11.    | 23      | 7. октобар 2015.     | 25. мај 2016.        | 8. март 2022.        | 8. март 2022.      |                    |                    |
|        | 12.    | 23      | 13. октобар 2016.    | 18. мај 2017.        | 8. март 2022.        | 8. март 2022.      |                    |                    |
|        | 13.    | 23      | 12. октобар 2017.    | 17. мај 2018.        | 8. март 2022.        | 8. март 2022.      |                    |                    |
|        | 14.    | 20      | 11. октобар 2018.    | 25. април 2019.      | 8. март 2022.        | 8. март 2022.      |                    |                    |
|        | 15.    | 20      | 10. октобар 2019.    | 19. новембар 2020.   | 8. март 2022.        | 8. март 2022.      |                    |                    |

## Сезоне

### Прва сезона
Садржи 22 епизоде, премијерно емитована 13. 9. 2005. и завршена 4. 5. 2006.
После мајчине смрти Семов и Динов отац нестаје и одлази у "лов". Дин проналази Сема на Станфорд универзитету. Браћа од тада живе "на путу", возећи се у Диновој Шевролет Импали. Њихов отац није обичан ловац, и он лови духове, вампире и остала натприродна бића. У првој сезони се појављује и "Колт", пиштољ помоћу којег ће Дин касније убити Азазела(Жутооког демона).

### Друга сезона
После аутомобилске несреће, Џон даје Азазелу свој живот у замену за Динов. Сем умире, а Дин склапа уговор са демоном раскршћа да врати Сема у живот у замену за његову душу, коју ће изгубити у року од годину дана. Азазел отвара портал пакла, али га Дин на крају уз помоћ свог мртвог оца успева убити.

### Трећа сезона
Браћа убијају демоне који су прошли кроз портал који је отворио Азазел. У једном тренутку срећу Руби, "доброг" демона, која је заинтересована за Сема, и уверава га да може помоћи Дину. Такође, упознају и Белу Таблот, која им говори који демон држи Дином уговор.

### Четврта сезона
Дин је враћен из пакла, уз помоћ анђела Кастијела. Током целе сезоне браћа покушавају да зауставе демона Лилит да поломи 66 печата, јер ће у супротном ослободити луцифера, ђавола или сатана. Сем на крају убија Лилит и луцифер се ослобађа.

### Пета сезона
Ово је требало да буде последња сезона , али се ипак наставило са емитовањем нових сезона.
У овој сезони браћа покушавају да убију Луцифера на све могуће начине и спрече апокалипсу. Кастијел у овој сезони покушава да нађе Бога, а Сем и Дин се боре и против анђела и против демона. Браћа добијају "Колт" од демона Краулија, пуцају у Луцифера, али њега колт не може убити. Уместо тога, морају узети 4 прстена од 4 јахача апокалипсе и тако затворити Луцифера у кавез. На крају некако успевају да га затворе али са њим и Сема, јер је Сем пристао на то да га Луцифер запоседне. Такође и арханђел Михајло бива затворен у кавез.

### Шеста сезона
Сезона почиње годину дана од претходних дешавања са Дином који живи срећан и нормалан живот. Сем је мистериозно избављен из кавеза у паклу и браћа се поново окупљају и заједно се боре против зла. Дин оставља своју породицу да би био са братом али примећује да је нешто чудно код Сема. Дин и Сем сарађују са групом ловаца коју предводи и њихов деда Семјуел Кембел, који се такође вратио из мртвих. Брзо схватају да Семјуел ради против њих, а да се Сем вратио без душе. Кастијел је заузет због грађанског рата у Рају, и почиње све више да буде опијен моћи. Касније успевају да врате Семову душу, а Кастијел жели да отвори врата Чистилишта.

### Колт
Револвер Колт Патерсон у серији обично називан само "Колт", направио га је Самуел Колт, такође ловац на натприродно. Према легенди, ко год буде упуцан из овог пиштоља, умире одмах, укључујући и створења која су имуна на било шта. Џон Винчестер је дао "Колт" демону Азазелу, како би Динов живот био поштеђен. Азазел је искористио "Колт" да отвори врата пакла која је пре тога затворио сам Самуел Колт. Последњи метак је усмртио Азазела, иако је после тога пиштољ унапређен како би могао да користи још метака. Касније, на крају треће сезоне, Краули сакрива пиштољ. 
Касније у серији, два пута се појављује ово моћно оружје. Први пут када Дин покушава да убије луцифера(при том не успева, а луцифер му открива да "Колт" не може да убије само 5 створења, а он је један од њих) и када Самуел Колт даје Сему "Колт", а Дин га користи да убије Феникса, јер им треба његов пепео.

## Импала
Дин вози црну 1967 Шевролет Импалу коју ословљава са "Бебо". Наследио ју је од 
његовог оца, Џона. Она је Дину нешто највредније што има и понаша се према колима као према живом бићу. У гепеку овог олд тајмера налазе се разна оружја и лажне личне карте којима се служе Сем и Дин. У прве две сезоне Импала има таблице Канзаса, са бројем KAZ 2Y5, Семово и Диново родно место. На крају друге сезоне, Импала добија нову регистрацију из Охаја(CNK 80Q3) јер их гони ФБИ, па им то помаже да нестану са њиховог "радара".